# ۲۸۰ (عدد)
۲۸۰ (عدد)یک عدد طبیعی است که بعد از ۲۷۹ و قبل از ۲۸۱ قرار دارد.